# Himantoglossum hircinum
Himantoglossum hircinum (L.) Spreng., 1826 è una pianta appartenente alla famiglia delle Orchidacee.

## Descrizione

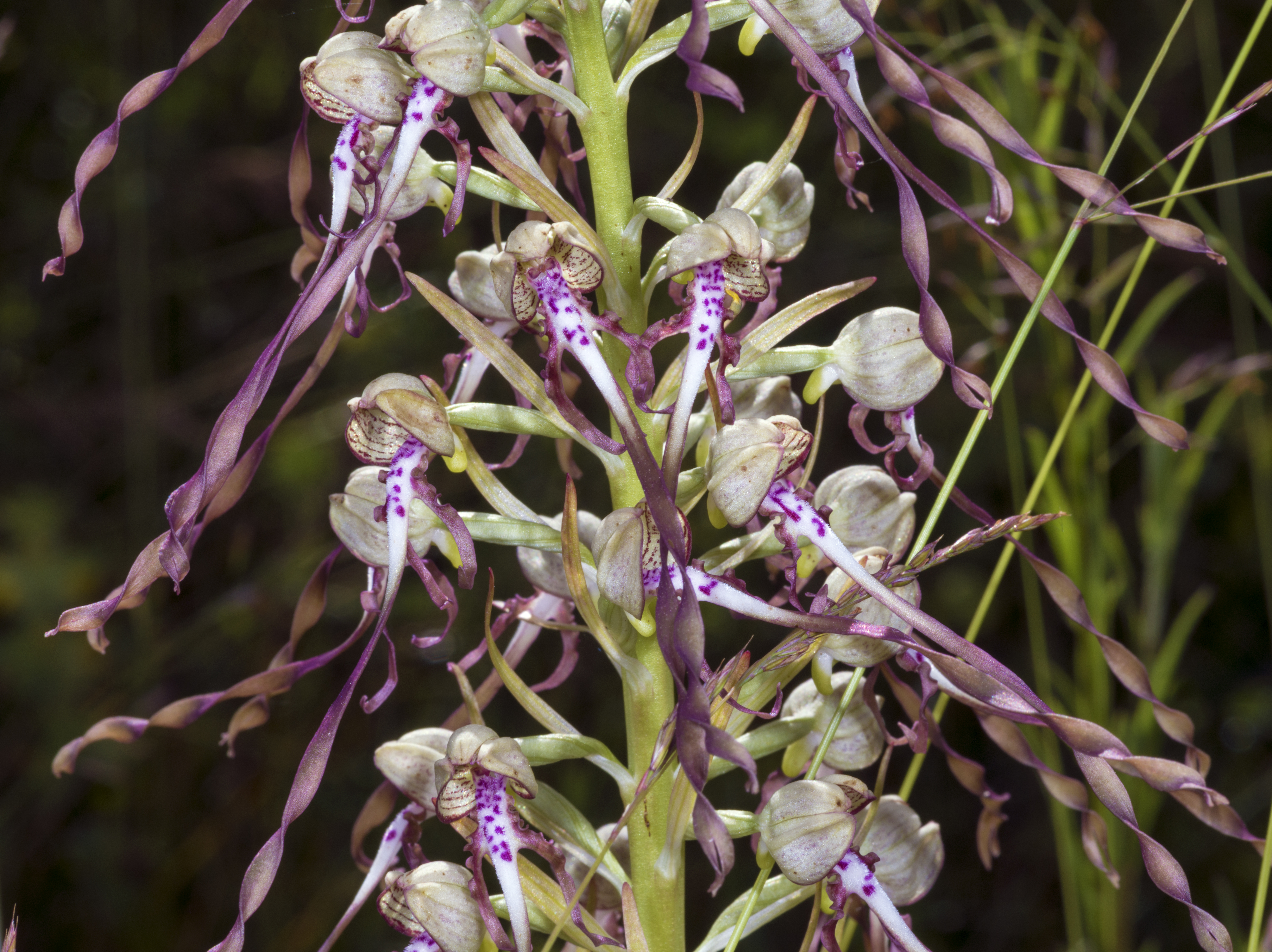
infiorescenza

È una pianta erbacea alta da 20 a 90 cm con due rizotuberi globosi e robusti.
Le foglie sono grandi, ellittico-lanceolate, inguainanti il fusto, acuminate le superiori.

L'infiorescenza, densa e multiflora, può portare fino a 80 fiori che emanano uno sgradevole odore caprino.

I tepali sono verdi con nervature e margini striati di rosso, conniventi a casco.
Il labello è trilobato e di color rossastro o violaceo con la parte basale bianca punteggiata di viola; il lobo mediano, più lungo dei laterali, è nastriforme (fino a 6 cm) e allargato e appena bifido all'apice mentre i lobi laterali sono lineari e leggermente divergenti; lo sperone è breve (3–5 mm) e conico.
Periodo di fioritura: da maggio a giugno.

## Distribuzione e habitat
È diffusa dall'Europa occidentale al bacino del Mediterraneo centro-occidentale.
È presente in Italia meridionale e in Sicilia, Liguria e Piemonte meridionale: specie molto rara.
Predilige ambienti aridi su substrato calcareo, scarpate, da 500 fin oltre i 1800 m.